# ديكر أسود الجبهة
الديكر أسود الجبهة (الاسم العلمي: Cephalophus nigrifons) ديكر صغير وجد في وسط وغرب وسط إفريقيا. متوسط وزنه 10 كيلوغرام (22 رطل)، وارتفاع أكتافه 43 سنتيمتر (17 بوصة).

## اقرأ كذلك
- قائمة مزدوجات الأصابع حسب العدد